# Santa Coloma del Rudrón
Santa Coloma del Rudrón es una localidad del ayuntamiento de Sargentes de la Lora, correspondiente a la comarca de Páramos, en la provincia de Burgos, comunidad autónoma de Castilla y León (España). Se encuentra en el Valle del Rudrón.
Wikimapia: Localización de Santa Coloma del Rudrón

## Datos generales
En 2013, contaba con 11 habitantes, situado 12 km al sur de la capital del municipio, Sargentes, en la carretera local que partiendo de Tubilla del Agua en la N-623 y atravesando Tablada del Rudrón y Bañuelos del Rudrón concluyendo en Moradillo del Castillo. Bañada por el río Rudrón en el Espacio Natural conocido como de Hoces del Alto Ebro y Rudrón. Santa Coloma del Rudrón es una localidad en la cual encontramos varios elementos atractivos, tales como la fuente (que data de 1913), el puente romano, la iglesia y las antiguas colmenas de abejas artificiales, para el extracto de miel. La iglesia o el templo parroquial es renacentista así como su pila. El retablo es considerado de estilo Rococó, construido según sus formas en la segunda mitad del siglo XVIII.
913

## Historia
Los habitantes de esta pequeña villa han vivido siempre de la agricultura, gracias a las enormes eras de trigo, cebada y centeno que hay a su alrededor.
El año 853 se avivó la ojeriza de los musulmanes contra los cristianos andaluces. En Córdoba se encontraba en un monasterio Santa Columba. Al enterarse de las disposiciones califales se presentó voluntariamente al jefe árabe haciendo profesión de su fe y degollada al reafirmarse en ella.
De aquí toma su nombre nuestro lugar. El hecho induce a pensar en el antiquísimo origen del pueblo, en el siglo X o quizás antes. Probablemente lo fundaron cristianos fugitivos del sur de España, que se refugiaron en la zona e indudablemente tuvieron excelente gusto y acierto, porque se asentaron en una vega tranquila, acogedora, rodeada de vegetación en uno de los respiros, por así hablar del cañón del alto Rudrón.
En el siglo XIX así describe Sebastián Miñano y Bedoya este pueblo:

“Situado entre peñas y montes de robles carrascosos donde no faltan tampoco algunos árboles frutales. Confina con Barrio Panizares, Hoyos del Tozo, Ceniceros, Moradillo del Castillo, Bañuelos, Tablada del Rudrón, Tubilla del Agua, Covanera, San Felices y Valdelateja los cuales están todos en la ribera del río Uzrón o como se llama por corruptela Rudrón, y tienen los mismos productos e industrias. Los de este son trigo, cebada, yeros, legumbres y lino: cría ganado lanar y cabrío. Industria: telares de lana, lino y estopa, 2 batanes y varios molinos harineros. Contribución: 584 reales 03 maravedís. Derechos enajenados: 278 reales 11 maravedís.” 

Santa Coloma sufrió una fuerte sangría migratoria, que regresa en alto grado durante el verano y llena esta pequeña y alegre villa de bullicio y vida.